# پاپ (ارمنستان)
پاپ (ارمنی: Պապ) پسر آرشاک دوم ارمنستان و پادشاه ارمنستان از دودمان اشکانی ارمنستان (آرشاکونی) بود.
وی، بر قدرت سلطنت افزود و فئودال‌های بزرگ را به اطاعت از خود واداشت. با کلیسای ارمنی نیز که ثروت‌های کلان و اختیارات نامحدود آن را مبالغه‌آمیز می‌دانست اختلاف پیدا کرد. در نتیجه در صومعه‌ها را بست و بیش از نیمی از زمین‌های ملکی کلیسا را نیز غصب نمود، چون معتقد بود که آنچه برای او می‌ماند برای تأمین هزینه نیازمندی‌های ضروریش کافی است. پاپ تا حدود ۳۷۴ میلادی پادشاه بود. او اگرچه با کمک رومیان بر تخت نشسته بود، اما می‌دانست که بدون خشنودی شاه ایران حکومت وی پایدار نخواهد بود. پس کوشید تا با شاپور دوم گفتگو و پشتیبانی وی را جلب کند. این روش پادشاه ارمنستان و سیاست مستقلی که در پیش گرفته بود به نارضایتی رومیان انجامید. پس قیصر والنس به سردارانش که در ارمنستان بودند فرمان داد تا پاپ را در نهان بکشند. آن‌ها نیز با فریب و نیرنگ پادشاه جوان را به جشنی فراخواندند و او را کشتند.